# 市塙駅
市塙駅（いちはなえき）は、栃木県芳賀郡市貝町大字市塙にある真岡鐵道真岡線の駅。
市貝町の代表駅である。

## 歴史
- 1920年（大正9年）12月15日：鉄道省（国鉄）の駅として開業[1][2]。
- 1970年（昭和45年）3月15日：業務委託駅となる（ただし、早朝と夕方以降は無人となる）[3]。
- 1975年（昭和50年）4月21日：貨物の取り扱いを廃止[4]。駅員無配置駅となる[5]（簡易委託化）。
- 1987年（昭和62年）4月1日：国鉄分割民営化により、東日本旅客鉄道（JR東日本）の駅となる[2]。
- 1988年（昭和63年）
  - 3月31日：委託解除、無人化。
  - 4月11日：真岡鐵道に転換[1]。
- 1993年（平成5年）12月：国鉄時代に撤去された交換設備を復活[6]。

## 駅構造

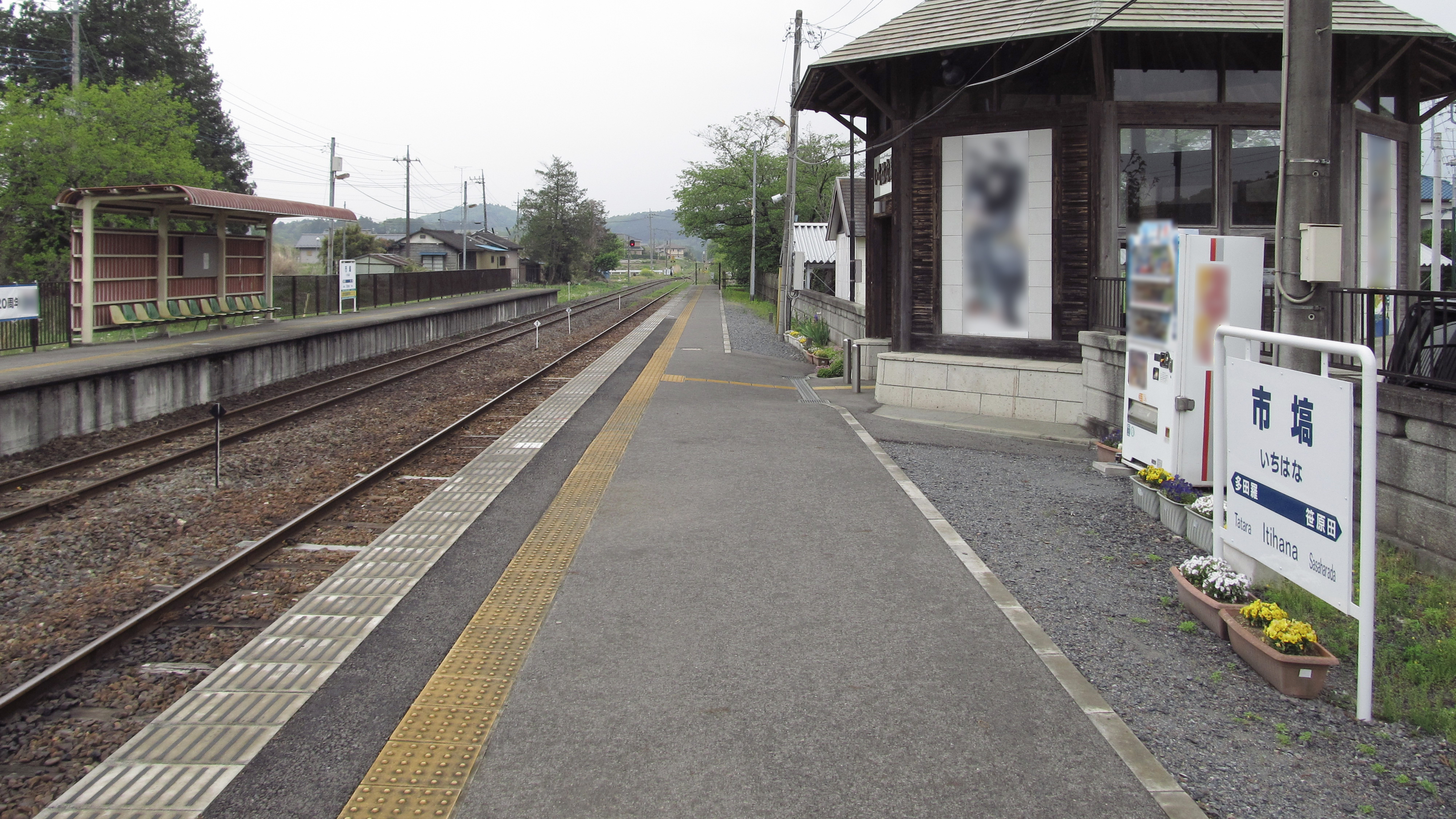
ホーム（2014年5月）

相対式ホーム2面2線を有する地上駅で、無人駅。駅舎に面する側が茂木方面のホームで、下館方面のホームへは茂木方にある構内踏切を渡る。
真岡鐵道転換後に完成した駅舎の中はベンチや時刻表、ポスターがある他は何も無い待合室のみであり、駅前広場に公衆トイレが別に設置されている。駅舎の壁面に描かれているのは、田野辺集落に伝わる県の無形民俗文化財である「武者絵」。

## 利用状況
2019年度の一日平均乗車人員は63人である。
近年の一日平均乗車人員の推移は下記のとおり。
| 乗車人員推移 | 乗車人員推移    |
| 年度         | 1日平均乗車人員 |
| ------------ | --------------- |
| 2007         | 122             |
| 2008         | 137             |
| 2009         | 121             |
| 2010         | 116             |
| 2011         | 128             |
| 2012         | 101             |
| 2013         | 100             |
| 2014         | 93              |
| 2015         | 88              |
| 2016         | 82              |
| 2017         | 71              |
| 2018         | 93              |
| 2019         | 63              |

## 駅周辺
駅前から栃木県道69号宇都宮茂木線までの間が商店街である。
- 市貝町役場
- 市貝郵便局
- 市貝町立市貝小学校
- 市貝町立市貝中学校
- 足利銀行市貝支店
- 市貝温泉健康保養センター
- 栃木県道135号市塙停車場線

## バス路線
JRバス関東の路線は、2023年8月26日の芳賀・宇都宮LRT開業に合わせて再編が行われ、LRTとの結節点（トランジットセンター＝TC）である清原TC・芳賀TC行きの路線が新設された一方、モビリティリゾートもてぎ行きが廃止され、茂木方面はすべて茂木駅止まりとなった。2025年4月からは那須烏山市営バスの市貝温泉行きが廃止となった。。
市塙駅バス停留所 - 駅前に位置する。
| 系統                     | 主要経由地                                           | 行先                                   | 運行会社                                 | 備考                                 |
| ------------------------ | ---------------------------------------------------- | -------------------------------------- | ---------------------------------------- | ------------------------------------ |
| 芳賀・市塙線（水都西線） | 市貝小学校前・花王前・上赤羽・祖母井                 | 芳賀町工業団地管理センター前（芳賀TC） | JRバス関東                               | 休日ダイヤでは花王前を経由しない。   |
| 清原・市塙線（水都西線） | 市貝小学校前・花王前・上赤羽・芳賀長島               | 清原地区市民センター前（清原TC）       | JRバス関東                               | 休日ダイヤでは花王前を経由しない。   |
| 市塙黒田烏山線           | 市貝町役場前・小貝郵便局前・芳賀黒田・市役所烏山庁舎 | 烏山駅前                               | 那須烏山市営バス（仁井田観光が受託運行） | 一部便は道の駅いちかいを経由しない。 |

市塙駅入口バス停留所：県道宇都宮茂木線沿い、市塙駅入口交差点付近に位置する。
| 系統                                   | 主要経由地                                                                         | 行先       | 運行会社                                 | 備考                                 |
| -------------------------------------- | ---------------------------------------------------------------------------------- | ---------- | ---------------------------------------- | ------------------------------------ |
| 水都西線                               | 天矢場・道の駅もてぎ北                                                             | 茂木駅     | JRバス関東                               |                                      |
| 水都西線                               | 小貝口・祖陽が丘団地・祖母井・芳賀TC・道場宿・宇大前・JR宇都宮駅（西口）・東武駅前 | 作新学院前 | JRバス関東                               | 平日の一部便は芳賀TC止まり。         |
| 芳賀・市塙線／清原・市塙線（水都西線） |                                                                                    | 市塙駅     | JRバス関東                               |                                      |
| 市塙黒田烏山線                         | 市貝町役場前・小貝郵便局前・芳賀黒田・市役所烏山庁舎                               | 烏山駅前   | 那須烏山市営バス（仁井田観光が受託運行） | 一部便は道の駅いちかいを経由しない。 |
| 市塙黒田烏山線                         | 市塙駅                                                                             | 市貝温泉   | 那須烏山市営バス（仁井田観光が受託運行） | 一部便は市塙駅止まり。               |

## 隣の駅
真岡鐵道
■真岡線
「SLもおか」停車駅
多田羅駅 - 市塙駅 - 笹原田駅